# Erland von Koch
Sigurd Christian Jag Erland Vogt von Koch (Stockholm, 26 april 1910 – aldaar, 31 januari 2009) was een Zweedse componist, muziekpedagoog, dirigent, organist en pianist. Hij was een zoon van het echtpaar Sigurd von Koch, eveneens componist, en Kaju von Koch, geboren Karin Maria Magnell, een kunstenares en meubelarchitecte.

## Levensloop
Koch studeerde van 1931 tot 1935 aan het de Koninklijke Hoge school voor muziek in Stockholm, waar hij in 1935 afstudeerde als organist en koorleider. Vervolgens studeerde hij compositie bij Paul Höffer, orkestdirectie bij Clemens Kraus en piano bij Claudio Aarau aan de Hoge school voor muziek in Berlijn. Bij Claudio Aarau heeft hij nog enige tijd in Frankrijk gestudeerd. Terug in Zweden studeerde hij nog orkestdirectie bij Tor Mann.
Van 1939 tot 1945 was hij docent aan de muziekacademie van Karl Wohlfart in Stockholm. In 1952 werd hij docent voor harmonie aan zijn Alma mater, de Koninklijke Hogeschool voor Muziek in Stockholm. In deze functie bleef hij tot 1975. In 1968 werd hij tot professor benoemd. In 1957 werd Koch opgenomen in de Koninklijke Zweedse Academie.
Van 1943 tot 1945 was hij klankregisseur en dirigent bij de Zweedse openbare omroep SR (Sverige Radio AB), nu: Sveriges Television.
Tot zijn administratieve functies behoorde de voorzitterschap van de concertorganisatie Fylkingen (1946-1948) en hij was bestuurslid van de Föreningen svenska tonsättare (FST) (Vereniging van Zweedse componisten) van 1947 tot 1973.
Aan het begin van zijn compositorische carrière had hij grote successen met muziek voor de vroege films van Ingmar Bergman. Hij wordt beschouwd als een van de veelzijdigste Zweedse componisten en heeft zich als vernieuwer van de Zweedse volksmuziektraditie een naam gemaakt. Hij schreef orkestwerken (5 symfonieën, 12 instrumentale concerten, 12 Zweedse dansen, Impulsi – Echi – Ritmi, Oxbergvariaties, Lapland Metamorfosen), werken voor harmonieorkest, muziektheater (opera's, vijf balletten), vocale – (cantate, koorwerken, hymnes, liederen) en kamermuziek (alleen zeven strijkkwartetten). In de jaren 1970 schreef hij voor de gebruikelijkste klassieke instrumenten en menselijke stem een reeks solowerken getiteld Monoloog 1-18. Als bijdrage voor het kerkelijke zangboek componeerde hij drie koralen (nr. 202 , 484 en 637). Hij ontving taalrijke prijzen en onderscheidingen zoals de Christ Johnsonprijs (1958), de Ridder in de Orde van Vasa (1967), de Litteris et Artibus (Latijn: Medaille voor wetenschap en kunst) (1979), de Atterbergprijs (1979), de Alfvénprijs (1981). In 2000 werd hij bekroond met de eremedaille van de Koninklijke Muziekacademie voor zijn verdiensten voor de Zweedse muziek.
In 1989 publiceerde hij zijn memoires onder de titel: Musik och minnen, waarin hij het conflict beschrijft, dat bestond tussen de radicalere (vernieuwers) en de traditionelere Zweedse componisten in de decennia na de Tweede Wereldoorlog.

## Composities

### Werken voor orkest

#### Symfonieën
- 1939: – Symfonie nr. 1, voor orkest, op. 18
- 1945: – Symfonie nr. 2 "Sinfonia dalecarlica", voor orkest, op. 30
- 1948: – Symfonie nr. 3, voor orkest, op. 38
- 1952-1953/1962: – Symfonie nr. 4 "Sinfonia seria", voor orkest, op. 51
- 1976-1977: – Symfonie nr. 5 "Lapponica", voor orkest
- 1991-1992: – Symfonie nr. 6 "Salvare la terra", voor orkest

#### Concerten voor instrumenten en orkest
- 1936: – Concert nr. 1, voor piano en orkest, op. 11
- 1937: – Concert nr. 1, voor viool en orkest, op. 14
- 1946 rev.1966: – Concert, voor altviool en orkest, op. 33
- 1947 rev.1963: – Concertino pastorale, voor dwarsfluit en strijkorkest, op. 35
- 1951 rev.1966: – Concert, voor cello en orkest, op. 49
- 1958: – Concert, voor saxofoon en strijkorkest
- 1962: – Concert nr. 2, voor piano en orkest
- 1962: – Concerto piccolo, voor sopraansaxofoon, altsaxofoon (of klarinet en bassethoorn) en strijkorkest
- 1964-1969: – Fantasia concertante, voor viool en orkest
- 1971: – Dubbelconcert, voor dwarsfluit, klarinet en strijkorkest
- 1972: – Concert nr. 3, voor piano en orkest
- 1974: – Concert, voor viool, piano en orkest
- 1978: – Concert, voor hobo en strijkorkest
- 1978: – Concert, voor tuba en strijkorkest
- 1979-1980 rev.1990: – Concert nr. 2, voor viool en orkest
- 1982: – Concert, voor gitaar en kamerorkest
- 1998: – Concert, voor dwarsfluit en orkest

#### Andere werken voor orkest
- 1933: – Kleine suite, voor kamerorkest, op. 1
- 1938: – Festmarsch, voor orkest, op. 15
- 1938: – Concertino, voor strijkorkest, op. 16
- 1938: – Dans nr 2, voor orkest – ook in een versie voor strijkorkest (1966)
- 1938 rev.1947: – Rondo giacoso, voor orkest
- 1942: – Suite nr. 1 uit het ballet "Askungen", voor orkest
- 1942: – Jakthorn, voor zangstem en orkest – tekst: Bertel Gripenberg
- 1943: – Nordiskt capriccio, voor orkest, op. 26
- 1945: – A Dala Rhapsodie "Melodier runt siljan", voor bariton en orkest
- 1945/1973: – Miniatyrsvit, voor strijkorkest
- 1946: – Rapsodie "Dalarna sjunger", voor bariton, gemengd koor en orkest
- 1946: – Lantlig svit, voor orkest, op. 32
- 1947: – Fanfar och fuga, voor orkest, op.37
- 1947: – Jämtland spelar och sjunger, voor zangstem, folkkwintet en orkest
- 1957 rev.1996: – Hommage à Ingmar Bergman, voor orkest
- 1948: – Serenata giocosa, voor strijkorkest, op. 39
- 1948/1966: – Suite uit de opera "Pelle Svanslös", voor kamerorkest, op. 42
- 1949: – Triptyk, voor viool en orkest, op. 43
- 1949: – Sinfonietta, voor orkest, op. 44
- 1950: – Arkipelag, voor orkest, op. 47
- 1950/1983: – Skärgårdspastoral, voor kamerorkest
- 1950/1983: – Vision, voor altsaxofoon en strijkorkest
- 1952: – Musica malinconica, voor strijkorkest, op. 50
- 1953: – Liten lyrisk musik, voor kamerorkest
- 1954: – Drei Orchesterminiaturen, voor orkest
- 1955: – Concert voor klein orkest
- 1955: – Concertmuziek, voor orkest
- 1956: – Oxberg-variationer över ett tema från Dalarna
- 1957: – Lapland Metamorfosen, voor orkest
- 1957: – Svensk dansrapsodi (Zweedse dansrapsodie), voor orkest
- 1958-1959: – 6 svenska episoder, voor orkest
- 1958-1960: – Skandinavische Tänze Nr. 1-12, voor orkest
- 1961: – Midsommardalen – Lyrisk svit, voor bariton, gemengd koor en orkest – tekst: Harry Martinson
- 1964-1966: – Impulsi – Echi – Ritmi
- 1967-1972: – Arioso e Furioso, voor strijkorkest
- 1968: – Polska svedese, voor orkest
- 1968-1986: – Canzona, voor cello en strijkorkest
- 1969: – Musica concertante, voor acht blazers en strijkorkest
- 1970: – Canto nordico e rondo, voor hobo en strijkorkest
- 1971/1983: – Fyra svenska folkmelodier, voor kamerorkest
- 1973: – A Swede in New York, symfonische rapsodie voor orkest
- 1975/1993: – Fantasi över en svensk vallåt, voor hoorn (of althobo) en strijkorkest
- 1976: – Flautalba, voor altfluit (ook basfluit) en strijkorkest
- 1978: – Cantilena e Marcia populare nr. 1, voor strijkorkest
- 1981-1982: – Fyra symfoniska myter (Vier symfonische mythen)
- 1983: – Trombonia, voor trombone en strijkorkest
- 1983: – Rondo, voor altsaxofoon en strijkorkest
- 1983-1986: – 6 Nordiska danser, voor orkest
- 1984: – Bergslags-Uvertyr, voor orkest
- 1984: – Romance, voor viool en orkest
- 1984-1993: – Rauna – Variations on a Lappish melody, voor orkest
- 1985-1986: – Midvinterblot – Sommarsolstånd: (Twee Noordse fresco's)
- 1986: – Fantasia melodica, voor gitaar en strijkorkest
- 1988/2002: – Adagietto, voor strijkorkest
- 1991/1999: – Virveldans, voor orkest
- 1993: – Dala-rondo, voor orkest
- 1994-1996: – Lamento över Estonia-katastrofen, voor kamerorkest
- 1998-1999: – Serioso, voor orkest
- 1998-1999: – Rondinato, voor orkest
- 1999-2000: – Festivo, voor orkest

### Werken voor harmonieorkest
- 1970-1971: – Concert nr. 3, voor piano en harmonieorkest
- 1976: – Concert, voor saxofoonkwartet en harmonieorkest
- 1976: – Concerto piccolo, voor sopraansaxofoon, altsaxofoon en harmonieorkest
- 1977: – Festmarsch, voor harmonieorkest
- 2002: – Cantilena e Marcia populare nr. 1, voor harmonieorkest
- – Sörentorpsmarschen

### Muziektheater

#### Opera's
| Voltooid in | titel                      | aktes       | première                                         | libretto                            |
| ----------- | -------------------------- | ----------- | ------------------------------------------------ | ----------------------------------- |
| 1944-1945   | Lasse Lucidor              | 2 bedrijven | 4 maart 1945, Stockholm, Sveriges Radio          | Ella Byström-Baeckström             |
| 1948/1971   | Pelle Svanslös             |             | 6 januari 1949, Göteborg, Stora Teatern          | Cissi Ohlsson-Åhrberg               |
| 1978        | Chung K'uei and the demons |             | 16 november 1980, Stockholm, Sveriges Television | Alf Henrikson naar een Chinees saga |

#### Balletten
| Voltooid in | titel                          | aktes   | première                   | libretto               | choreografie |
| ----------- | ------------------------------ | ------- | -------------------------- | ---------------------- | ------------ |
| 1942        | Askungen (Assepoester), op. 24 | 3 aktes |                            | Ella Byström-Bæckström |              |
| 1963        | Simson och Delila              |         |                            |                        |              |
| 1967        | Kasperi                        |         | 25 oktober 1967, Stockholm |                        |              |

### Vocale muziek

#### Cantates
- 1947: – Hösthorn, cantate voor bariton, gemengd koor en orkest, op. 36 – tekst: Erik Axel Karlfeldt
- 1972: – Sångarkväll, cantate voor bariton, mannenkoor en harmonieorkest – tekst: Bo Setterlind

#### Werken voor koor
- 1954 rev.2005: – 5 Martinson-sånger, voor gemengd koor – tekst: Harry Martinson
  1. Havets sommar
  2. Tjärnen
  3. Sädesfältet
  4. Juninatt
  5. Den mörka höstens krona
- 1965: – Barndomsminnen, voor gemengd koor a capella – tekst: Emil Hagström
- 1967-1992: – 3 Strindberg-sånger, voor gemengd koor – tekst: August Strindberg
  1. Vinden vilar (Lördagskväll)
  2. Rötmånan
  3. Sommarafton
- 1984-1992: – Blomman i snön – Tre folkliga småsånger, voor gemengd koor – tekst: Bo Setterlind
- 1989: – Herdepsalm "Du Herre själv vår herde är", voor gemengd koor – tekst: Bo Setterlind
- 1989: – Herre, ge oss styrka, voor unisono koor (samenzang) (of gemengd koor) – tekst: Bo Setterlind
- 1990: – Bilder från Lappland – 6 sånger över lapska joika, voor gemengd koor a capella
  1. Hälsning
  2. Rosens sång
  3. Till björnen
  4. Hyllning för Lappdoktorn
  5. Till midnattssolen
  6. Besvärjelsesång
- 1994: – Te Deum, voor gemengd koor, harmonieorkest (of orkest) en orgel – tekst: Olov Hartman

#### Liederen
- 1929: – Frostkväll "Himlens rött smälter sakta", voor zangstem en piano – tekst: Sigurd Agrell
- 1930: – Klar som guld, voor zangstem en piano – tekst: Karin Ek
- 1935: – Solstorm (Zonnestorm), voor zangstem en piano – tekst: Sigfrid Siwertz
- 1943: – Det svenska landet, voor zangstem en piano – tekst: Anders Österling
- 1994: – Laudate Dominum, voor zangstem en orgel – tekst: Psalm 117

### Kamermuziek
- 1934: – Strijkkwartet nr. 1
- 1944: – Strijkkwartet nr. 2, op. 28
- 1956: – Strijkkwartet nr. 4 "Concerto lirico"
- 1961/1991: – Strijkkwartet nr. 5 "In moto"
- 1981: – Moderato ed allegro, voor 11 saxofoons
- 1997: – Strijkkwartet nr. 7 "Årstidspastoraler"

### Werken voor orgel
- 1973: – Kontraster
- 1982-1983: – Folklig marsch nr. 1 en 2
- 1986: – Variationer över "De blomster som i marken bor"
- 1988-1991: – Melos 1-3
- 1989: – Meditation över "Kvällen stundar"
- 1992: – Melodietta

### Werken voor piano
- 1930: – Nocturne
- 1935: – Fuga
- 1935: – Preludium in Bes majeur
- 1936: – Preludium nr. 2 in bes mineur
- 1963: – Intermezzo concertante nr 1
- 1963: – Intermezzo concertante nr 2
- 1963: – Intermezzo concertante nr 3

### Monologen voor instrumenten
- – Monoloog nr. 1, voor dwarsfluit
- – Monoloog nr. 2, voor hobo
- – Monoloog nr. 3, voor klarinet
- – Monoloog nr. 4, voor saxofoon
- – Monoloog nr. 5, voor fagot
- – Monoloog nr. 6, voor hoorn

- – Monoloog nr. 7, voor trompet
- – Monoloog nr. 8, voor trombone
- – Monoloog nr. 9, voor tuba
- – Monoloog nr. 10, voor gitaar
- – Monoloog nr. 11, voor slagwerk
- – Monoloog nr. 12 ("La primavera"), voor harp

- – Monoloog nr. 13, voor piano
- – Monoloog nr. 14, voor zangstem
- – Monoloog nr. 15 ("On a Swedish Folk tune"), voor viool
- – Monoloog nr. 16 ("On a Swedish Folk tune"), voor altviool
- – Monoloog nr. 17 ("On a Swedish Folk tune"), voor cello
- – Monoloog nr. 18 ("On a Swedish Folk tune"), voor contrabas

### Filmmuziek
- 1947: – Lars Hård
- 1948: – Havets son
- 1949: – Sampo Lappelill
- 1953: – Gud Fader och tattaren

## Publicaties
- Musik och minnen, Författarförlaget, 1989.